# Henry Cabot Lodge, Jr.
Pour les articles homonymes, voir Henry Lodge (musicien), Cabot et Lodge.
Henry Cabot Lodge Jr., né le 5 juillet 1902 à Nahant et mort le 27 février 1985 à Beverly, est un diplomate et homme politique américain. Il fut ambassadeur des États-Unis aux Nations unies, sénateur républicain représentant le Massachusetts, et, en 1960, candidat à la vice-présidence des États-Unis, colistier de Richard Nixon.

## Biographie
Henry Cabot Lodge Jr. est le petit-fils d'Henry Cabot Lodge (homme politique) et le frère de John Davis Lodge (acteur comme John Lodge, puis homme politique).
Henry Cabot Lodge Jr. commence sa carrière politique en 1936, en étant élu sénateur du Massachusetts au Congrès des États-Unis.
En 1944, il rejoint l'armée américaine et atteint le grade de lieutenant-colonel.
En 1946, il est réélu au sénat.
En 1952, il tente de se faire réélire. Parti favori, il est néanmoins battu par un jeune congressiste démocrate, John F. Kennedy.
En 1953, il est nommé ambassadeur des États-Unis aux Nations unies par le président Dwight D. Eisenhower. Il s’emploie notamment à justifier le blocus naval imposé par les États-Unis au Guatemala, dont la politique du président progressiste Jacobo Árbenz Guzmán gênait les intérets.
En 1960, Richard Nixon le choisit pour colistier lors de l'élection présidentielle. Avec 49,55 % des suffrages et 26 États remportés, ils sont battus d'extrême justesse par le ticket démocrate mené par John F. Kennedy qui recueille 49,72 % des voix et remporte 23 États. Aujourd'hui encore, on ne sait pas dans quelle mesure la mafia a aidé à l'élection de Kennedy notamment dans les États de l'Illinois, à Chicago et à New York[réf. nécessaire].
De 1963 à 1964, Cabot Lodge est ambassadeur au Sud Viêt Nam ; convaincu peu après son arrivée de la chute prochaine du président Ngô Đình Diệm, il s'abstient de s'opposer au putsch organisé contre ce dernier par un groupe de généraux à la fin 1963, et semble même avoir porté quelque assistance aux conspirateurs.
En 1964, lors des primaires républicaines dans le New Hampshire, il créait la surprise en battant les favoris Barry Goldwater et Nelson Rockefeller mais abandonne ensuite la course présidentielle.
En 1965, Lyndon Johnson le renomme ambassadeur des États-Unis au Vietnam du sud.
En 1968, il est ambassadeur des États-Unis en Allemagne de l'Ouest.
De 1970 à 1977, il est l'envoyé spécial du président au Vatican.
Henry Cabot Lodge, Jr. est mort le 27 février 1985 et enterré au cimetière de Mount Auburn à Cambridge dans le Massachusetts(p1461). Sa veuve est décédée en 1992.